# Jīsh
Jīsh (hebreiska: ג’יש) är en ort i Israel.   Den ligger i distriktet Norra distriktet, i den norra delen av landet. Jīsh ligger 765 meter över havet och antalet invånare är 2 684.
Terrängen runt Jīsh är kuperad.Runt Jīsh är det tätbefolkat, med 511 invånare per kvadratkilometer. Närmaste större samhälle är Safed, 7,8 km sydost om Jīsh. 